# Wandsworth
Wandsworth è un quartiere di Londra situato a sud-ovest rispetto al centro della città, nel London Borough of Wandsworth, e precisamente a 7,4 km (4,6 miglia) da Charing Cross.
L'area è identificata nel London Plan come uno dei 35 maggiori centri della Greater London.
Per circa un millennio Wandsworth fu una parrocchia del Surrey, nella diocesi di Winchester. Parte della centena di Brixton, fu solo con la costituzione del Metropolitan Board of Works che venne coinvolta nelle vicende della capitale, venendo messa a capo di un distretto comprendente anche Battersea, Clapham, Putney, Streatham e Tooting. Con la riforma amministrativa del 1900 divenne un borgo metropolitano, e nel 1965 un borgo londinese.